# Teotlalco, Veracruz
Teotlalco är en ort i Mexiko.   Den ligger i kommunen Soledad Atzompa och delstaten Veracruz, i den sydöstra delen av landet, 220 km öster om huvudstaden Mexico City. Teotlalco ligger 2 461 meter över havet och antalet invånare är 247.
Terrängen runt Teotlalco är bergig norrut, men söderut är den kuperad. Runt Teotlalco är det ganska tätbefolkat, med 120 invånare per kvadratkilometer. Närmaste större samhälle är Orizaba, 17,2 km norr om Teotlalco. I omgivningarna runt Teotlalco växer i huvudsak blandskog.